# نبرد مانیل (۱۹۴۵)
نبرد مانیل (انگلیسی: Battle of Manila) یکی از نبردهای جنگ اقیانوس آرام و بخشی از لشکرکشی فیلیپین (۴۵–۱۹۴۲) بود. این جنگ توسط نیروهای ایالات متحده آمریکا و فیلیپین مشترک‌المنافع علیه نیروهای ژاپنی در مانیل، پایتخت فیلیپین انجام شد. نبرد یک‌ماهه، که منجر به کشته شدن بیش از ۱۰۰۰۰۰ غیرنظامی و ویرانی کامل شهر شد، صحنه بدترین نبردهای جنگ شهری در جبهه اقیانوس آرام بود. در طی نبرد، نیروهای ژاپنی قتل‌عام مانیل را علیه غیرنظامیان فیلیپینی انجام دادند. در کنار تلفات جانی گسترده مردم، این نبرد میراث فرهنگی و معماری را نیز که از زمان تأسیس این شهر وجود داشت از بین برد و مانیل در کنار برلین و ورشو به یکی از ویران‌ترین پایتخت‌ها در طول کل جنگ تبدیل شد. این نبرد به تقریباً سه سال اشغال نظامی ژاپن در فیلیپین (۱۹۴۲–۱۹۴۵) پایان داد. تصرف این شهر به عنوان کلید پیروزی ژنرال داگلاس مک‌آرتور در کارزار بازپس‌گیری بود.